# クラウス・キンスキー
クラウス・キンスキー（Klaus Kinski, 本名：Nikolaus Karl Günther Nakszynski, 1926年10月18日 - 1991年11月23日）は、ドイツ人の俳優。長女のポーラ・キンスキー、次女のナスターシャ・キンスキー、長男のニコライ・キンスキーはともに俳優となった。

## 来歴・人物
自由都市ダンツィヒのツォポット（現ポーランド）で、薬剤師の子として生まれた。父親はポーランド系の血を引くドイツ人。4歳の時、一家でドイツ本国ベルリンに移住。第二次世界大戦にドイツ兵として従軍した後に演技の道に進み、舞台でシェイクスピアやフランソワ・ヴィヨンを朗読するなどしていた。
なかでも公演の際は、ステージ上で政治的発言や、観客に対しての過激な言動をするなど、その特異な個性は映画界進出後も変らなかったという。映画デビューは1948年。1950年代から1960年代は主に戦争映画やマカロニ・ウェスタンやエドガー・ウォーレス原作映画などに出演。
1955年、ルートヴィヒ2世を描いた本国版の旧西ドイツ映画『ルートヴィヒ2世 - ある王の栄光と没落』（カラー作品）でルートヴィヒ2世の弟であるオットー1世を演じた。撮影は前年の1954年8月3日にクランクインし、約3ヶ月後の11月11日にクランクアップした。
その後ヨーロッパで活躍するが、特にヴェルナー・ヘルツォーク監督の5本の作品が有名である。ニュージャーマンシネマ（ドイツにおけるニューシネマ）の旗手として注目され始めていたヘルツォークの出世作とも言える1972年の『アギーレ/神の怒り』における狂信的な英雄像をキンスキーは体現。これにより以前までのキャラクターとは全く異なる変貌を遂げる。この後は社会的問題作を量産し、一筋縄ではいかない性格俳優として君臨してゆく。
だが撮影現場では常にスタッフ、監督はじめ撮影地での現地住民たちとも衝突。数多くの争いの火種を生み、痛烈な批判を浴びた事でも知られる。そんな環境下にありながらも、対立、確執を繰り返しながらおびただしい数の作品に主演。ヘルツォークとは『フィツカラルド』（1982年）、『コブラ・ヴェルデ』（1987年）といった芸術的傑作を晩年まで作りつづけた。
こうした厳格かつ熱狂的な個性を逆手に取り、オカルトやサイコスリラーをテーマとした作品においての強烈な犯罪者や悪役にもしばしば登場した。『上海異人娼館 チャイナ・ドール』（1982年）では大野美雪と本番行為を演じ話題となった。1989年の『パガニーニ』では監督も務めている。
1972年以降の代表作に『ノスフェラトゥ』、『バンパイア・イン・ベニス』（ともに吸血鬼役）、『アンドロイド』、『スター・ナイト』、『クリーチャー』、『クロール・スペース』などが日本でも知られる。

## 娘に対する性的虐待と小児性愛告白
長女のポーラ・キンスキーを、5歳の頃から14年間に渡って繰り返しレイプしていたと、死後に発行された長女の自伝で指摘されている。
次女のナスターシャ・キンスキーも、4～5歳のときに体を必要以上に触られたり、強く抱き締められたりした。ナスターシャは、「愛情に満ちた父親の抱擁ではなく、それ以上のものだと直感した」と発言している。ナスターシャは、父が今も生きていれば「彼を監獄に送り込むために何でもする」と語っている。
ドイツのビルト紙によると、クラウス本人も、1975年に出版した自叙伝の中で、自身の小児性愛を告白し、長女のポーラが3歳くらいのときに売春宿に連れて行ったこと、17歳の少女の前で、未成年のその妹と性的関係を持ったことを記述し（のちに本書から削除された）、1985年のテレビ番組内では、「少女と性的関係を持てばここでは有罪だが、結婚が認められる国もある」などと発言した。

## 主な出演作品
| 公開年 | 邦題 原題                                                                      | 役名                                        | 備考             |
| ------ | ------------------------------------------------------------------------------ | ------------------------------------------- | ---------------- |
| 1955   | ルートヴィヒ2世 - ある王の栄光と没落 Ludwig II. – Glanz und Elend eines Königs | オットー1世                                 |                  |
| 1958   | 愛する時と死する時 A Time to Love and a Time to Die                            | ゲシュタポ                                  |                  |
| 1962   | 黒い鮫 Das Gasthaus an der Themse                                              | スティーヴ                                  |                  |
| 1962   | 偽の売国奴                                                                     | ユダヤ人の若者                              |                  |
| 1964   | 大酋長ウィネットー Winnetou - 2. Teil                                          | ルーク                                      |                  |
| 1965   | 夕陽のガンマン Per qualche dollaro in più                                      | ワイルド                                    |                  |
| 1965   | ドクトル・ジバゴ Doctor Zhivago                                                | Kostoyed                                    |                  |
| 1966   | イスタンブール Estambul 65                                                     | Schenck                                     |                  |
| 1966   | メキシコ行き2枚の切符 Das Geheimnis der gelben Mönche                          | Caporetti                                   |                  |
| 1966   | 群盗荒野を裂く El Chuncho, quién sabe?                                         | エル・サント                                |                  |
| 1967   | 美人殺人部隊 The Million Eyes of Sumuru                                        | President Boong                             |                  |
| 1968   | 裏切りの荒野 L' Uomo, l'orgoglio, la vendetta                                  | ミゲル・ガルシア                            |                  |
| 1968   | 不死身のコプラン Coplan sauve sa peau                                          | Theler                                      |                  |
| 1968   | 殺しが静かにやって来る Il grande silenzio                                      | Tigrero/ロコ                                |                  |
| 1968   | バスタード I Bastardi                                                          | アダム                                      |                  |
| 1969   | 戦場のガンマン 5 per l'inferno                                                 | ハンス・ミュラー                            |                  |
| 1969   | マルキ・ド・サドのジュスティーヌ Marquis de Sade: Justine                      | マルキ・ド・サド                            |                  |
| 1969   | ビーナスの誘惑/美しき裸身の復讐 Paroxismus                                     | Ahmed Kortobawi                             |                  |
| 1969   | 栄光の戦場 Il Dito nella piaga                                                 | ブライアン・ハスキンス／ノーマン・カー      |                  |
| 1970   | 吸血のデアボリカ Nachts, wenn Dracula erwacht                                  | レンフィールド                              |                  |
| 1970   | 大爆破/特殊命令!ナチに潜行せよ I Leopardi di Churchill                         | ホルツ                                      |                  |
| 1970   | ザ・ビースト La Belva                                                          | ジョニー・レスター                          |                  |
| 1971   | スローター・ホテル La Bestia uccide a sangue freddo                            | フランシス・クレイ                          |                  |
| 1971   | ガンマン無頼/地獄人別帖 La Vendetta è un piatto che si serve freddo            | プレスコット                                |                  |
| 1972   | アギーレ/神の怒り Aguirre, der Zorn Gottes                                     | ロペ・デ・アギーレ                          |                  |
| 1973   | 欲情の血族 La Morte ha sorriso all'assassino                                   | Dr. Sturges                                 |                  |
| 1973   | 暗殺の掟 La Mano spietata della legge                                          | ヴィト・クアトローニ                        |                  |
| 1973   | 荒野のドラゴン Il mio nome e shanghal joe                                      | ジャック                                    |                  |
| 1976   | バイオスパン/暗黒の実験 Lifespan                                               | ニコラス・ウルリッヒ                        |                  |
| 1976   | ミスター・ノーボディ2 Un genio, due compari, un pollo                          | フォスター                                  |                  |
| 1976   | 柔肌 Jack the Ripper                                                           | デニス・オーロフ／切り裂きジャック          |                  |
| 1976   | マダム・クロード Madame Claude                                                 | Alexander Zakis                             |                  |
| 1977   | サンダーボルト救出作戦 Mivtsa Yonatan                                          | ウィルフレッド                              |                  |
| 1977   | チェイサー Mort d'un pourri                                                    | ニコラス・トムスキー                        |                  |
| 1979   | ノスフェラトゥ Nosferatu: Phantom der Nacht                                    | ドラキュラ伯爵                              |                  |
| 1979   | ヴォイツェク Woyzeck                                                           | ヴォイツェク                                |                  |
| 1979   | キラー・トラック Haine                                                         | Le motard                                   |                  |
| 1980   | スキゾイド Schizoid                                                            | Pieter Fales                                |                  |
| 1981   | 上海異人娼館 チャイナ・ドール Les Fruits de la passion                         | サー・ステファン                            |                  |
| 1981   | 恐るべき訪問者・ヴェノム/イートン街の殺人 Venom                                | ジャック・ミュラー                          |                  |
| 1981   | 新・おかしな二人/バディ・バディ Buddy Buddy                                    | ヒューゴ・ザッカーブロット                  |                  |
| 1982   | フィツカラルド Fitzcarraldo                                                    | フィツカラルド                              |                  |
| 1982   | ザ・ソルジャー The Soldier                                                     | Dracha                                      |                  |
| 1982   | アンドロイド Android                                                           | ダニエル博士                                |                  |
| 1983   | フェアリーテール・シアター/美女と野獣 Faerie Tale Theatre                      | 野獣                                        | テレビシリーズ   |
| 1984   | 狼どもの戦場 Geheimcode: Wildgänse                                             | チャールトン                                |                  |
| 1984   | リトル・ドラマー・ガール The Little Drummer Girl                               | マーティン・クルツ                          |                  |
| 1985   | クリーチャー Creature                                                          | ハンス                                      |                  |
| 1985   | コマンドー・レオパルド Kommando Leopard                                        | シルヴェイラ                                |                  |
| 1985   | スター・ナイト El Caballero del dragón                                         | Boetius                                     |                  |
| 1986   | マクブライドの復讐 Revenge of the Stolen Stars                                 | ドナルド・マクブライド                      |                  |
| 1986   | クロール・スペース Crawlspace                                                  | カール・ガンサー                            |                  |
| 1987   | タイム・ソルジャー/時の侵入者 Timestalkers                                     | ジョセフ・コール                            | テレビ映画       |
| 1987   | コブラ・ヴェルデ Cobra Verde                                                   | Francisco Manoel da Silva／コブラ・ヴェルデ |                  |
| 1988   | バンパイア・イン・ベニス Nosferatu a Venezia                                   | ノスフェラトゥ                              |                  |
| 1989   | パガニーニ Kinski Paganini                                                     | パガニーニ                                  | 監督・脚本・主演 |
| 1999   | キンスキー、我が最愛の敵 Mein liebster Feind - Klaus Kinski                    |                                             | ドキュメンタリー |

なお2004年公開の映画『クレヨンしんちゃん 嵐を呼ぶ!夕陽のカスカベボーイズ』においてクラウス(テロップでは変な顔の男)という彼をモデルにしたキャラクターが登場する。